# Кавер-версія
Кавер-версія, кавер — у популярній музиці — опрацювання, аранжування, «переспів» відомих хітів. Англійське сполучення cover version означає нове виконання, іноді в оригінальній переробці, музикантом чи колективом раніше відомої авторської музичної композиції, шлягеру тощо. Виконання кавер-версії може повністю імітувати оригінал або радикально відрізнятися від нього. Збірник кавер-версій пісень одного автора або гурту називається триб'ют.